# Svetičko Hrašće
Svetičko Hrašće is een plaats in de gemeente Ozalj in de Kroatische provincie Karlovac. De plaats telt 150 inwoners (2001).